# 미하일 스코벨레프
미하일 드미트리예비치 스코벨레프(러시아어: Михаил Дмитриевич Скобелев, 1843년 9월 29일 ~ 1882년 7월 7일)는 러시아 제국의 장군이다. 1877년부터 1878년 사이에 일어난 러시아-튀르크 전쟁에서 공적을 세웠고 러시아 제국이 중앙아시아를 정복하는 계기를 마련했다.
스코벨레프는 하얀 군복을 입고 하얀 말을 타녔기 때문에 항상 가장 치열한 싸움에서 병사들로부터 "하얀 장군"(오스만 제국에서는 "하얀 파샤"라고 불렀음)으로 불리면서 숭배의 대상이 되었다. 히바에서 군사 작전을 지휘하던 동안에 투르크멘인들에게는 "피의 눈"이라고 불렀다. 2차례의 세계 대전에 참전했던 영국의 육군 원수인 버나드 몽고메리는 스코벨레프를 1870년부터 1914년 사이에 활동한 세계에서 가장 뛰어난 단일 지휘관이라고 평가했고 그의 "기술적이고 고무적인" 지도력에 대한 글을 집필했다.

## 생애
스코벨레프는 1843년 9월 29일에 러시아 상트페테르부르크에서 태어났다. 그의 어머니는 러시아의 자선 사업가인 올가 스코벨레바였고 그의 아버지는 러시아 제국의 장군인 드미트리 이바노비치 스코벨레프였다. 1861년에 상트페테르부르크 대학교에 입학했으나 학생 봉기로 인하여 폐쇄되면서 육군 기병부대에서 복무하게 된다. 1864년에는 폴란드에서 일어난 1월 봉기 진압 과정에서 그로드노 근위경기병연대에 합류했다.
1866년에는 니콜라이 군사 참모 아카데미에 입학했고 졸업과 함께 참모 장교로 임관되었다. 1868년에는 투르키스탄 군관구로 파견되어 타슈켄트, 부하라 등지에서 정보 수집·정찰 활동에 참여했다. 1870년에 캅카스 군관구 지휘관으로 파견되었고 1871년 3월에는 크라스노보츠크(현재의 투르크메니스탄 투르크멘바시)에서 기병대 지휘를 맡았다.
1873년에 일어난 히바 전역에서는 니콜라이 로마킨이 이끌던 군대의 전위대 역할을 맡았는데 오렌부르크에서 니콜라이 베룝킨이 이끌던 군대와 합류했다. 스코벨레프는 사막으로 진군하던 과정에서 어려움을 겪었지만 히바 칸국 각지를 정찰하는 임무를 수행했고 러시아 제국 군대가 히바 칸국을 정복하는 데에 큰 역할을 했다. 1873년 8월 30일에는 4등 스뱌토고게오르기 훈장을 받았고 1874년 2월 22일에는 육군 대령으로 승진했다.
스코벨레프는 1875년부터 1876년 사이에 일어난 콘스탄틴 폰 카우프만 장군과 함께 코칸트 칸국 원정에 나서면서 후잔트, 나망간, 안디잔을 차례대로 점령했다. 특히 마흐람 전투, 압두라흐만 압토바치의 반란 진압을 통해 러시아 제국이 코칸트 칸국을 정복하는 데에 큰 역할을 했다. 1876년에는 3급 스뱌토고블라디미르 훈장과 검, 3등 스뱌토고게오르기 훈장을 받았고 같은 해에 페르가나주 총독으로 임명되었다. 스코벨레프는 페르가나에 새로운 도시를 건설하려는 계획을 주도하기도 했다.
스코벨레프는 1877년부터 1878년 사이에 일어난 러시아-튀르크 전쟁에서 자원 입대했고 1877년에 1급 스뱌토고스타니스와프 훈장 및 검을 받았다. 스코블레프는 하얀 제복과 하얀 모자를 쓰고 적군의 표적이 되기 쉬웠던 하얀 말을 탔기 때문에 군인들 사이에서 "하얀 장군"이라고 불렸다. 스코벨레프 휘하의 러시아 제국 군대는 캅카스에 주둔하고 있던 코사크 여단과 함께 발칸반도 겨울 원정에 나섰고 불가리아 로베치·플레벤 전투에서 오스만 제국 군대를 격파하는 공적을 세웠다. 1879년에는 육군 중장으로 승진하면서 1급 스뱌토고안나 훈장을 받게 된다.
1880년부터 1881년 사이에 아시가바트 근교에서 일어난 괴크테페 전투에서는 테케 투르크멘인 군단을 격파하면서 러시아 제국이 투르크메니스탄을 정복하는 계기를 마련했다. 또한 1881년에 러시아 제국 육군 장성으로 승진하면서 2등 스뱌토고게오르기 훈장을 받는 영예를 안게 된다. 스코벨레프는 생전에 러시아 민족주의, 범슬라브주의를 지지했는데 특히 1882년 초반에 프랑스 파리, 러시아 모스크바에서 가진 연설에서 장래에 슬라브족과 게르만족 사이의 전쟁이 일어날 가능성을 예견하기도 했다.
스코벨레프는 1882년 7월 7일에 러시아 모스크바에 위치한 호텔에서 심장마비로 갑작스럽게 사망했는데 그의 사망에 대해 많은 의혹이 제기되었다. 1912년에는 모스크바 트베르스카야 광장에 스코벨레프 장군 기념비가 건립되었으나 러시아 내전이 진행 중이던 1918년에 볼셰비키에 의해 철거되었다. 그러나 2014년에 러시아 군사역사학회에 의해 모스크바 니쿨리노 공원에 스코벨레프 장군 기념비가 재건되었다.

## 훈장
러시아 제국
- 1급 스뱌토고스타니스와프 훈장 및 검
- 1·4급 스뱌토고안나 훈장
- 2·3·4등 스뱌토고게오르기 훈장
- 3급 스뱌토고블라디미르 훈장 및 검
- 용기의 금검
- 다이아몬드가 장착된 용기의 금검

외국
- 프로이센 왕국 1·2급 적수리 훈장 및 검
- 프로이센 왕국 푸르 르 메리트 군사훈장
- 세르비아 왕국 타코보 십자 훈장 및 검
- 세르비아 왕국 용맹 훈장